# Archidiecezja Douala
Archidiecezja Douala – diecezja rzymskokatolicka w Kamerunie. Powstała w 1931 jako prefektura apostolska. Ustanawiana kolejno: wikariatem apostolskim (1932), diecezją (1955), archidiecezją (1982).

## Biskupi diecezjalni
- Arcybiskupi metropolici  Douala
  - Abp Samuel Kleda od  2009
  - kard. Christian Wiyghan Tumi 1991 – 2009
  - Abp Simon Tonyé 1982– 1991
- Biskupi Douala
  - Abp Simon Tonyé 1973 – 1982
  - Bp Thomas Mongo 1957 – 1973
- Wikariusze apostolscy
  - Bp Pierre Bonneau, C.S.Sp. 1946– 1955
  - Bp Mathurin-Marie Le Mailloux, C.S.Sp. 1932 – 1945
- Prefekci apostolscy  Douala
  - Bp Mathurin-Marie Le Mailloux, C.S.Sp. 1931 – 1932